# Татибана Акэми
Татибана Акэми (яп. 橘 曙覧 (たちばな  あけみ); 1812 — 1868 гг.) — японский поэт эпохи Эдо.

## Биография
Татибана Акэми родился в семье торговца бумагой в провинции Этидзэн (северная часть нынешней префектуры Фукуя). Рано потерял родителей. Некоторое время учился, чтобы стать монахом. В итоге поступил в служение в монастырь секты Нитирэн-сю. Это послужило в дальнейшем стимулом для изучения и написания вака. Вернувшись на родину после обучения, он продолжил дело отца, женился, но вскоре передал семейное дело брату и полностью посвятил себя поэзии.
В 1844 году Акэми стал учеником Танака Охидэ (1777-1847), известного японского языковеда, сторонника «отечественной науки» (кокугаку). В 1846 году Акэми, окончательно передав брату все имущество семьи, построил себе в горах, неподалеку от дома, хижину и удалился туда, чтобы в уединении сочинять стихи и изучать древние памятники японской литературы. В 1861 году Акэми совершил паломничество в святилище Исэ и в том же году он посетил Киото, где познакомился со многими поэтами. Популярность поэзии Акэми росла, и в 1865 году его дом посетил даймё провинции Этидзэн, а двумя годами позже поэту было назначено денежное содержание.

## Особенность поэзии
Особенность поэзии Татибана Акэми заключается в том, что он размышлял в своих произведениях о бытовых мелочах, промышленной деятельности, поэт не ограничивал себя только природными сценами и романтическими темами. Он жил довольно скромно в своей хижине, подальше от шума города, поэтому его стихи простые, но искренние. В творчестве Татибана Акэми можно проследить влияние «Манъёсю», древней японской антологии, которую он изучал на протяжении всей своей жизни.
たのしみは空暖（あたた）かにうち晴し春秋の日に出（い）でありく時 (Таносими ва атата ка ни ути харэ си сюн дзюн но хи ни  идэ арику токи)
Как хорошо, когда выберешь день потеплее и дотемна осенью либо весною бродишь в горах окрестных .